# Tawuła japońska

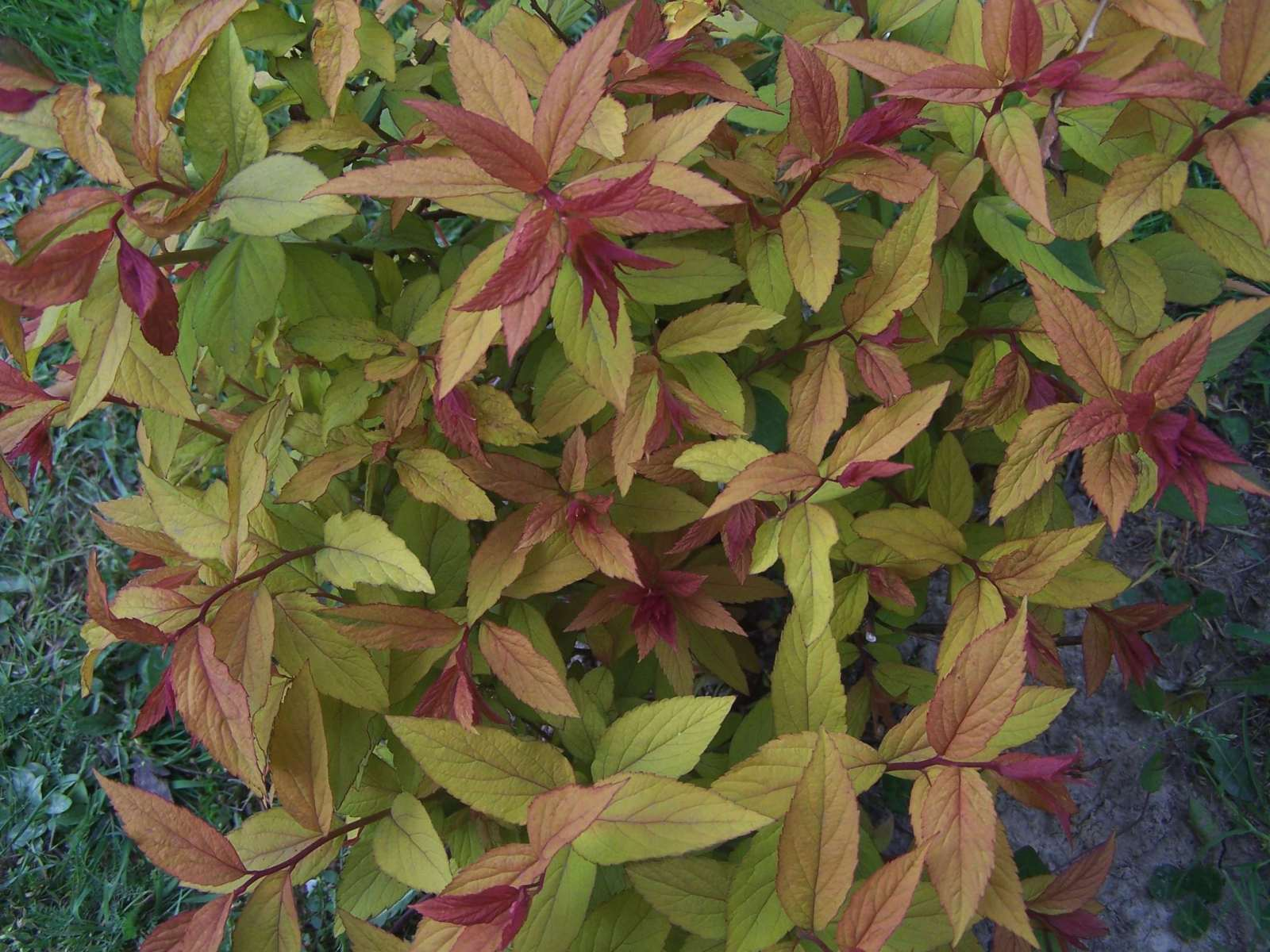
'Anthony Waterer'

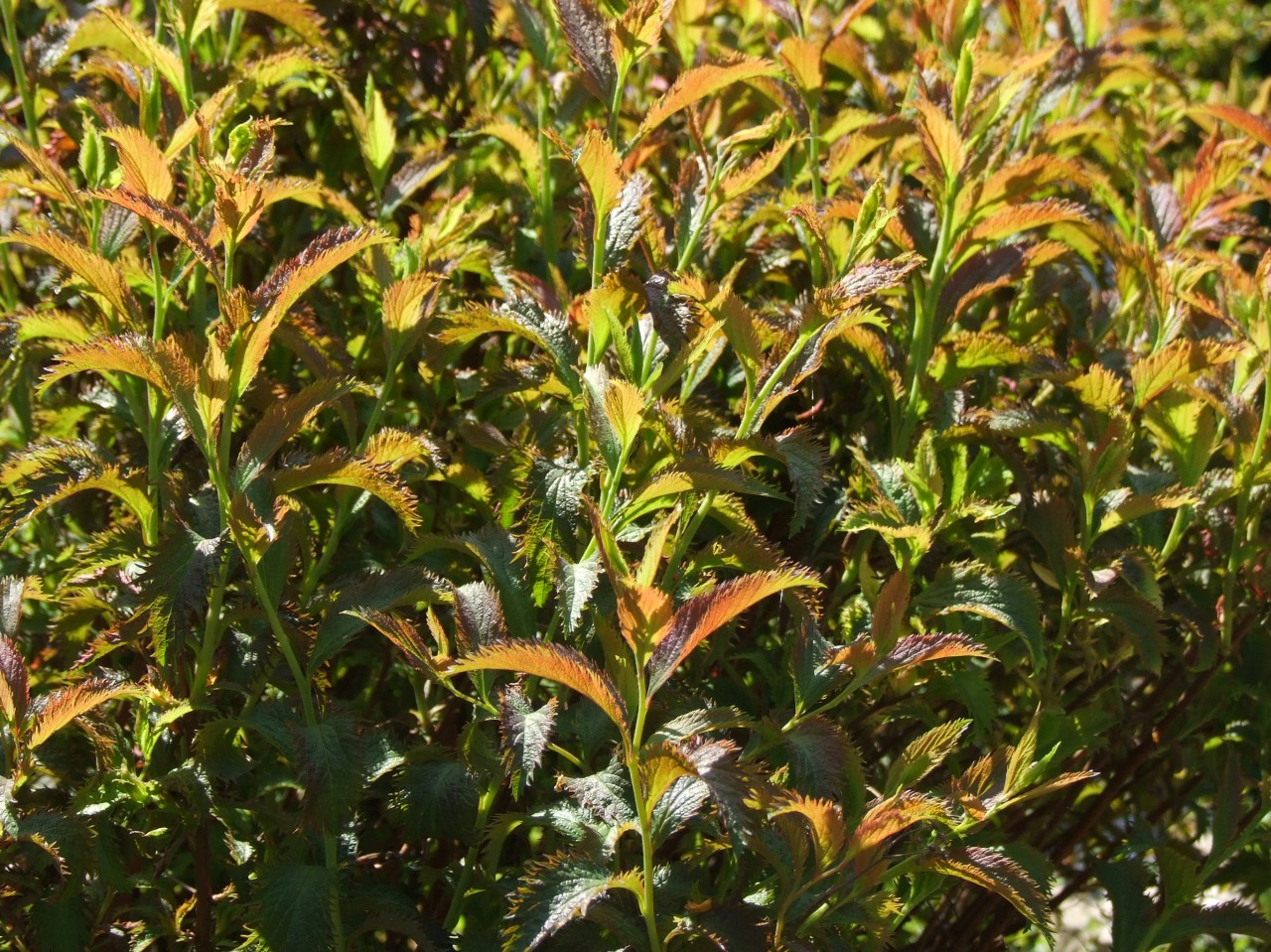
`Crispa`

Tawuła japońska, t. Bumalda, t. drobna (Spiraea japonica L.) – gatunek rośliny wieloletniej należący do rodziny różowatych. Pochodzi z Azji, z obszaru Chin, Japonii i Korei. W Polsce jest uprawiany jako roślina ozdobna. Oprócz odmian pochodzących od typowej formy tego gatunku znajdują się w uprawie także kultywary i mieszańce tawuły oznaczane jako Spiraea hybr.

## Morfologia
PokrójKrzew o wysokości do 1 m, zwartym pokroju i sztywnych, wzniesionych pędach. Jest jedną z najniższych tawuł.
LiścieJajowate, ostro zakończone, dość duże, piłkowane.
KwiatyU typowej formy są drobne, różowe o długich pręcikach, zebrane w luźne baldachogrona. Kwitnie od czerwca do września.

## Zastosowanie
Roślina ozdobna: jest uprawiana ze względu na swoje ozdobne liście, kwiaty i ładny, gęsty pokrój. Doskonale komponuje się z innymi roślinami. Może być uprawiana na rabatach, w ogrodach skalnych, doskonale także nadaje się na niskie żywopłoty. Istnieją odmiany ozdobne o różnych kolorach kwiatów oraz o barwnych liściach.

## Uprawa
Uprawiana jest z półzdrewniałych sadzonek, które pozyskuje się późnym latem. Wymaga stanowiska słonecznego i dobrej, dobrze nawożonej gleby. Aby ładnie wyglądała i miała zwarty pokrój, należy ją corocznie przycinać wczesną wiosną ok. 20–30 cm ponad ziemią. Nie pozbawia jej to kwiatów, kwitnie bowiem na jednorocznych pędach. Cięcie znosi dobrze, może być używana na strzyżone żywopłoty (przycinanie może nie odbywać się co roku jednak wtedy kwitnięcie jest mniej obfite). Jest odporna na choroby i szkodniki, dodatkowo nie wymaga osłaniania jej na zimę gdyż jest mrozoodporna.

## Odmiany uprawne(wybór)
- 'Albiflora' – o jasnozielonych liściach i białych kwiatach
- 'Anthony Waterer' – młode liście są czerwonawe, starsze stają się złotożółte, pędy brązowe.
- 'Bullata' – roślina niska, o bardzo małych liściach (do 1,5 cm długości) i ciemnoróżowych, potem czerwieniejących kwiatach
- 'Golden Priness' – o liściach wiosną żółtozielonych, potem jasnozielonych i ciemnoróżowych kwiatach
- 'Goldflame' – o żółtych liściach
- 'Macrophylla' – o dużych liściach (do 15 cm długości), jesienią przebarwiających się kolor purpurowy i szkarłatno-czerwony